# Zahorbî, Mostîska
Zahorbî (în ucraineană Загорби) este un sat în comuna Malniv din raionul Mostîska, regiunea Liov, Ucraina.

## Demografie
Componența lingvistică a localității Zahorbî
     Ucraineană (100%)
Conform recensământului din 2001, toată populația localității Zahorbî era vorbitoare de ucraineană (100%).